# 마도 1호선
마도 1호선은 대한민국 충청남도 태안군 마도 앞바다에서 발견된 고려시대의 난
태안 마도 앞바다의 안흥량(安興梁) 일대는 해저 지형의 영향으로 물살이 급하여 과거부터 난행량(難行梁)으로 불리던 해역으로, 해난 사고가 자주 발생하였다. 그런데 1990년대 마도와 신진도를 잇는 제방이 건설되어 조류의 흐름이 바뀌면서 해저 지형의 변화하였으며, 이로 인해 퇴적층이 침식되어 갯벌에 묻혀 있던 유물이 해저 표면으로 드러난 것으로 추정된다. 2007년 7월 태안 마도 주민 심선택 외 1명은 어로 작업 중 그물에 걸려 올라온 청자 대접 등 유물을 확인하고 신고하였으며, 이에 국립해양문화재연구소에서 수중발굴조사를 진행하여 2009년 5월에 마도 1호선을 발견하였다.

## 유물
마도 1호선에서는 선체를 포함하여 총 489점의 유물이 발굴되었다. 대부분 고려청자와 포장용 도자류이나, 배에서 사용하였을 것으로 추정되는 숟가락, 솥, 국자, 바구니, 빗, 대나무 소반 등도 발견되어 고려시대의 선상 생활을 보여준다. 한편 화물 목간과 죽찰도 73점이 발굴되었다.

### 목간 및 죽찰
발굴 유물 중 목간과 죽찰은 화물의 발신자, 수신자, 선적일자, 내용물 등을 표기하기 위한 목적으로 화물과 함께 실려 있었다.
화물의 선적 연도는 정묘(丁卯), 무진(戊辰)으로 표시되어 있었다.
丁卯十月日田出正租貳拾肆石各入貳拾斗 印
정묘년 10월 일. 전출(田出)의 정조 스물 네 섬. 각 20말을 넣음. 끝.

특히 수신인 김순영으로 표기된 죽찰을 통해 마도1호선의 출항 시기를 특정할 수 있게 되었다.
大將軍金純永宅上田出租陸石
대장군 김순영 댁에 올림. 전출(田出) 벼 여섯 섬

김순영은 사위 김준거가 반란을 일으키려 하자 이를 최충헌에게 알려 1199년(신종 2)에 장군이 되었다. 김순영 기록을 통해 정묘년은 1207년(희종 3년), 무진년은 1208년(희종 4년)으로 특정되었으며, 마도 1호선은 1208년에 출항하여 침몰하였음을 알 수 있다.

## 선체
마도 1호선의 선체는 길이 10.7m, 너비 3.7m 가량이 남아있었다. 잔존 선체는 발굴 이후 2023년까지 약 15년간 탈염 및 경화 처리가 이루어졌으며, 2028년까지 5년간의 건조 처리 후 복원 예정이다. 국립해양문화재연구소에서는 잔존부재를 토대로 2014년 마도 1호선의 복원 선박을 제작하여 항해 성능을 입증하였으며, 고려시대 조운선 뱃길 재현 및 해역진혼제 등을 진행하기도 하였다. 국립태안해양유물전시관에서는 마도1호선의 재현 모형을 전시중이다.